# VI. arméfördelningen (1893–1927)
VI. arméfördelningen var en arméfördelning inom svenska armén som verkade i olika former åren 1893–1927. Förbandsledningen var förlagd i Östersunds garnison i Östersund.

## Historik
Genom 1892 års härordning bildades 6. arméfördelningen 1893, arméfördelningen ersatte då det tidigare 6. militärdistriktet. År 1902 antogs namnet VI. arméfördelningen. År 1910 omlokaliserades staben till Östersunds garnison i Östersund. I samband med försvarsbeslutet 1925 avvecklades VI. arméfördelningen, i dess ställe bildades den 1 januari 1928 Norra arméfördelningen.

## Verksamhet
Arméfördelningschef hade en särskild stab, vilken bestod av 1 stabschef och 1 generalstabsofficer (båda på generalstabens stat), 2 såsom adjutanter ur underlydande truppförband kommenderade officerare, 1 fortifikationsofficer (på fortifikationens stat), 1 fördelningsintendent och 1 expeditionsintendent (på intendenturkårens stat), 1 fördelningsläkare och 1 fördelningsveterinär.

### Inskrivningsområde
År 1925 omfattade VI. arméfördelningen följande inskrivningsområden: Gävleborgs, Jämtlands, Västernorrlands, Västerbottens och Norrbottens inskrivningsområden.

## Ingående enheter

### 1915
År 1915 bestod arméfördelningen av följande förband:

- Hälsinge regemente (I 14)
- Västerbottens regemente (I 20)
- Jämtlands fältjägarregemente (I 23)
- Västernorrlands regemente (I 28)
- Norrlands dragonregemente (K 8)
- Norrlands artilleriregemente (A 4)
- Norrlands trängkår (T 3)

### 1925
År 1925 bestod arméfördelningen av nedan förband.

- 11. infanteribrigaden: Hälsinge regemente (I 14) och Jämtlands fältjägarregemente (I 23)
- 12. infanteribrigaden: Västerbottens regemente (I 20) och Västernorrlands regemente (I 28)
- Norrlands dragonregemente (K 8)
- Norrlands artilleriregemente (A 4)
- Svea ingenjörkårs detachement i Östersund (Ing 1 Ö)
- Norrlands trängkår (T 3)
- Intendenturkompaniet i Sollefteå (Int 4)

## Förläggningar och övningsplatser
Staben samt förbandsledningen för VI. arméfördelningen förlades 1893 till Gävle. Den 1 oktober 1894 förlades den till Norra Kyrkogatan 23 i Härnösand. Den 1 oktober 1910 flyttades staben en sista gång, och förlades då till Storgatan 53 i Östersund. År 1918 flyttades staben till Storgatan 47.

## Förbandschefer
- 1893–1894: Roger Björnstjerna
- 1894–1899: Gustaf Toll
- 1899–1905: Casten Warberg
- 1905–1910: Johan Wikander
- 1910–1916: Gustaf Wrangel
- 1917–1918: Erik Bergström
- 1919–1922: Carl Gustaf Hammarskjöld
- 1920–1921: Georg Nyström [a]
- 1922–1926: Carl Bastiat Hamilton
- 1926–1927: Peter Hegardt

## Namn, beteckning och förläggningsort
| 6. arméfördelningen  | 1893-10-01 | – | 1901-12-31 |
| VI. arméfördelningen | 1902-01-01 | – | 1927-12-31 |

| Gävle garnison (F)      | 1893-10-01 | – | 1894-09-30 |
| Härnösands garnison (F) | 1894-10-01 | – | 1910-09-30 |
| Östersunds garnison (F) | 1910-10-01 | – | 1978-06-30 |